# Савич, Даниил Васильевич
Даниил Васильевич Савич (1730—1763) — преподаватель физики и библиотекарь Московского университета, профессор и директор Казанской гимназии.

## Биография
Сын сотника Слободского полка. Учился в Киево-Могилянской академии (1743—1749) и Виттенбергском университете (1751—1754). Ученик известного профессора прикладной математики и физики И. Вейдлера. Получил в Виттенберге степень магистра философии и свободных наук. Вернувшись в Россию, подал прошение о зачислении в АН по классу математики, затем был принят в штат Московского университета. Во 2-м семестре 1757 читал лекции по географии на русском языке. Читал в университете лекции по экспериментальной физике и оптике (1758—1761), значительно расширил физический кабинет Московского университета. Был назначен «суббиблиотекарем» (1757) и фактически в течение нескольких лет был первым и единственным сотрудником библиотеки Московского университета, составил её первый каталог.
Савич получил (1.10.1761) «за его добрые поведение, прилежность и знание в науках» звание экстраординарного профессора и был назначен директором Казанской гимназии.